# Decticita
Decticita is een geslacht van rechtvleugeligen uit de familie sabelsprinkhanen (Tettigoniidae). De wetenschappelijke naam van dit geslacht is voor het eerst geldig gepubliceerd in 1939 door Hebard.

## Soorten
Het geslacht Decticita omvat de volgende soorten:
- Decticita balli Hebard, 1939
- Decticita brevicauda Caudell, 1907
- Decticita yosemite Rentz & Birchim, 1968